# Ischyropsalis caporiaccoi
Ischyropsalis caporiaccoi is een hooiwagen uit de familie Ischyropsalididae.